# Helena Balsemão
Helena Balsemão Rodrigues (Porto, 1850 — Porto, 21 de fevereiro de 1903) foi uma atriz e encenadora portuguesa radicada no Brasil no século XIX.

## Biografia
Helena Balsemão nasceu no Porto, freguesia da Foz do Douro, filha de José Coelho da Silva e de sua mulher, Ana de Jesus Teixeira. É possível que ocultasse a sua verdadeira idade, pois no seu assento de óbito é referido ter 62 anos de idade, o que significaria ter nascido em 1840 ou 1841.
Estreou-e em 1866 juntamente com a atriz Virgínia Dias da Silva, na comédia em dois actos Mocidade e Honra; no Teatro do Príncipe Real, de Lisboa. Indo para o Teatro Gymnasio, participou das encenações de Nem César nem João Fernandes e Tesouro do Tio Jacob.
Posteriormente, passou a atuar no importante Teatro Nacional D. Maria II, entre outras, nas seguintes pecas: Egas Moniz, Alfageme de Santarém, Corte na Aldeia, Amores de Leito, e Favorito da Favorita.
Em 1870 retorna ao Porto, sua cidade de nascimento, para atuar no Teatro Baquet. Aí permaneceria até o ano de 1874.
Em 1874, convidada pelo ator José António do Vale, vai para o Brasil, onde inicia suas atividades teatrais na cidade do Rio de Janeiro, então capital do Império do Brasil; estreia no Teatro de S. Luís com o drama Apóstolos do Mal. Ainda no mesmo teatro Helena Balsemão faz o papel principal da peça Valentina, na qual segundo os críticos parecia uma Valentona.
No Brasil, Helena Balsemão tornaria-se empresária teatral; percorrendo as maiores cidades do país obtendo bom êxito. Sua companhia teatral apresenta-se na cidade de Areia no Teatro Recreio Dramático, atual Theatro Minerva, o mais antigo do estado da Paraíba. Em 1881 sua companhia teatral apresenta-se na cidade fluminense de Campos dos Goytacazes no Theatro São Salvador.
Em 1887 apresentou-se em Teresina, Piauí, no Teatro Concórdia. Na cidade, Helena Balsemão animou bailes, recebeu homenagens e se envolveu em uma polêmica que dividiu a população local. Constou ao público que a atriz portuguesa hostilizava, por intrigas de bastidores, a atriz brasileira Josefa de Carvalho, da mesma companhia, questão que originou a formação de partidos em defesa das atrizes, a competir acerca de qual delas seria mais ovacionada, vaiada e defendida, nos discursos durante os intervalos do último espetáculo da companhia em Teresina. Embora ambas atrizes tenham negado a existência do desentendimento, alteraram os ânimos dos frequentadores do teatro e se tornaram assunto para os jornais e um boletim apócrifo que circulou na cidade. A passagem de Helena Balsemão com suas polêmicas, pela cidade de Teresina, evidenciam o grande envolvimento da população teresinense com o teatro, ao ponto de se formarem posições antagônicas por motivos internos às companhias.
Tendo tornado-se excessivamente obesa, sentia-se exausta, e só se encarregava de alguns papéis de damas centrais. Em Manaus, no Amazonas, Helena Balsemão se casa com o ator Eduardo Rodrigues no ano de 1887.
Ainda no Brasil, deixa a atividade teatral e estabelece-se como comerciante na cidade de Mococa, no Estado de São Paulo, sendo proprietária de uma loja de tabacos e loterias. Volta para Portugal, regressando à cidade do Porto, onde falece a 21 de fevereiro de 1903, no número 393 da Rua do Almada, freguesia de Cedofeita, sendo sepultada no Cemitério de Agramonte.